# Союз франкофонов

Логотип Союза Франкофонов

Союз Франкофонов (Фландрии) (фр. Union des Francophones, UF) — список четырёх франкоязычных партий, выступающих с 1998 года единым блоком на провинциальных и региональных выборах в местные органы власти провинции Фламандский Брабант, особенно в округе Брюссель-Халле-Вилворде, в меньшей степени в Лёвенском избирательном округе (с 2011 года — в едином избирательном округе Северный Брабант). В него входят представители трёх крупнейших франкоязычных партий Бельгии (Реформистское движение, Гуманистический демократический центр и Социалистическая партия), а также отколовшейся от Реформистского движения партии DéFI, выступающей за более активную защиту прав франкофонного меньшинства Фландрии.

## Электорат
Партия опирается на довольно многочисленный франкоязычный электорат Брюссельской периферии, единственный официальным языком которой является нидерландский. Особенность деятельности партии в том что существование франкоязычного меньшинства после 1963 года, когда произошла фиксация бельгийской языковой границы, не признаётся официальными фламандскими властями. Поскольку вопрос о родном языке был исключён из бельгийских переписей после 1947 года, именно выборы в местные органы власти помогают определить (хотя бы частично) долю франкофонов в периферийных муниципалитетах. Наибольшей популярностью Союз Франкофонов пользуется в 6 периферийных муниципалитетах с так называемыми языковыми послаблениями, в которых доля франкофонов ныне достигает 60-85%. В регионах периферии без языковых льгот набирает от 5 до 20% голосов избирателей. Взгляды партии либеральны, с левым уклоном. Партия имеет свою интернет-газету "Каррефур" (Le Carrefour) которая  публикует бюллетени разного рода исследования о жизни франкофонов Фландрии.

## Результаты выборов 2006 года в льготных регионах
- Дрогенбос 9 из 15 депутатов (60% мест в местной думе).
- Крайнем 18 депутатов из 23 в 2006 г. (72,3%), 13 депутатов из 23 в 2000 г. (56,5%).
- Линкебек
- Синт-Генезиус-Роде
- Везембек-Оппем

## Регионы без льгот
- Берсел
- Дилбек
- Гримберген
- Хуйларт
- Мейсе
- Оверейсе
- Синт-Питерс-Леув
- Тервюрен
- Вилворде
- Завентем

## Выборы 2009 года
По результатам выборов 2009 года, Союз Франкофонов набрал 7 % голосов, отданных провинцией Фламандский Брабант, заняв 7-е место. При этом он стал единственной партией провинции, чей %-ый рост был положительным (+0,5 %) по сравнению с предыдущими выборами 2004 года. Из регионов без языковых льгот, наиболее успешным его показатели были в округах Завентема (25,9 %) и Халле (22,1 %).
Более того, набранные во Фламандском Брабанте 7 % голосов оказались достаточными для того, что 4-й год подряд партия могла пройти проходной барьер и послать своего представителя в Сенат Фландрии (1 место). Для получения 2 мест партии не хватило менее 5 тыс. голосов.